# Пітра Юрій Юрійович
Ю́рій Ю́рійович Пітра (26 березня 1914, Білки — 4 березня 2009) — ланковий з вирощування кукурудзи радгоспу «За нове життя» Іршавського району Закарпатської області, новатор сільськогосподарського виробництва, двічі Герой Соціалістичної Праці (26.02.1958 і 22.12.1977). Депутат Верховної Ради СРСР 6—11-го скликань.

## Біографія
Народився 26 березня 1914 року в селі Білках (нині Іршавського району Закарпатської області) в селянській родині. Українець. Працювати почав з 12 років у заможних селян, ходив на заробітки в Словаччину, Угорщину, Чехію.
У 1936–1939 роках служив у Чехословацькій армії. Після демобілізації повернувся додому, наймитував. З 1941 року — робітник на будівництві залізниці. У 1943 році разом з іншими українцями був інтернований в робочий табір, восени 1944 року втік з нього.
З приєднанням Закарпаття до України став одним з організаторів сільськогосподарської артілі «За нове життя» (потім радгосп) Іршавського району Закарпатської області. З 1948 року працював там беззмінним ланковим-кукурудзівником. Член ВКП(б) з 1951 року. У 1957 році його ланка виростила 100 центнерів кукурудзи на гектарі.
Указом Президії Верховної Ради СРСР від 26 лютого 1958 року за особливі заслуги в розвитку сільського господарства та досягнення високих показників з виробництва зерна, цукрових буряків, м'яса, молока та інших продуктів сільського господарства і впровадження у виробництво досягнень науки та передового досвіду Юрію Юрійовичу Пітрі присвоєно звання Героя Соціалістичної Праці з врученням ордена Леніна і золотої медалі «Серп і Молот».
З 1966 року — керівник районної ланки кукурудзівників. На початку 1970-х років закінчив курси механізаторів. У 1973 році організував механізовану ланку. Ланка, очолювана Юрієм Пітрою, протягом 30 років збирала в середньому по 112 центнерів зерна кукурудзи з 1 га (у 1974 році — по 124,7 ц (рекорд), в 1981 році — по 124,1 ц на кожному зі 190 га плантацій). На базі його ланки працювала школа передового досвіду кукурудзівників.
Указом Президії Верховної Ради СРСР від 22 грудня 1977 року Юрій Юрійович Пітра нагороджений орденом Леніна і другою золотою медаллю «Серп і Молот». 
Обирався депутатом сільської, районної, обласної рад, Верховної Ради СРСР 6–11-го скликань (у 1962–1989 роках). Багато зробив для доброустрою рідного села.  Був делегатом XXII з'їзду Компартії України і XXVI з'їзду КПРС.
З 1984 року на пенсії. Жив у Білках. Помер 4 березня 2009 року. Похований в Білках.

## Відзнаки
Заслужений працівник сільського господарства УРСР (з 1974 року). Лауреат Державної премії СРСР за 1976 рік.
За часів Радянського Союзу був нагороджений чотирма орденами Леніна, орденами Жовтневої Революції, Трудового Червоного Прапора, медалями. Почесна грамота Президії Верховної Ради Української РСР (1964). У 2004 році нагороджений українським орденом князя Ярослава Мудрого.

## Вшанування пам'яті
26 березня 1984 року в селі Білках встановили бронзове погруддя Ю. Ю. Пітрі. У 1977–1991 роках у селі працював музей двічі Героя Соціалістичної Праці.